# Chołodnowidka
Chołodnowidka (ukr. Холодновідка) – wieś na Ukrainie, w obwodzie lwowskim, w rejonie lwowskim.

## Historia
Pod koniec XIX wieku wieś Zimna Wódka w powiecie lwowskim. 
W II Rzeczypospolitej wieś w powiecie lwowskim województwa lwowskiego. W 1944 nacjonaliści ukraińscy z OUN-UPA zamordowali tutaj 7 Polaków.
W 1946 roku zmieniono nazwę wsi z Zimna Wódka (ukr. Зимна Відка, Zymna Widka) na Chołodnowodkiwka (ukr. Холодноводківка). W 1989 roku wprowadzono obecną nazwę.